# Blériot 67
Blériot 67 byl francouzský těžký bombardér navržený v době první světové války společností Blériot pro účast v soutěži na těžký letoun (Concours des avions puissants) pro Francouzské armádní letectvo konanou roku 1916. Vznikl pouze jeden prototyp.
Jednalo se o rozměrný dvouplošník s křídly o shodném rozpětí s úzkým trupem neseným mezi křídly, a čtyřmi rotačními motory Gnome 9B instalovanými co nejblíže k podélné ose, dva na náběžné hraně horního a dva na náběžné hraně dolního křídla. Vodorovné ocasní plochy byly dvouplošné, a svislé trojité. Pevný podvozek byl ostruhového typu, se zdvojenými koly umístěnými pod oběma spodními motory. Letoun poprvé vzlétl 18. září 1916, ale při přistání havaroval a byl zcela zničen.

## Specifikace
Údaje podle publikace French Aircraft of the First World War:s.68

### Technické údaje
- Posádka: 3 (pilot a dva střelci)
- Délka: 11,80 m
- Rozpětí: 19,40 m
- Nosná plocha: 89 m²
- Prázdná hmotnost: 1 800 kg
- Vzletová hmotnost: 3 500 kg
- Pohonná jednotka: 4 × rotační motor Gnome Monosoupape 9 Type B-2
- Výkon pohonné jednotky:  100 hp (75 kW)